# Ніко Ґарденер
Ніко Ґарденер (Ґолдінґер) (англ. Nico Gardener (Goldinger); 27 січня 1906, Рига — 10 грудня 1989) — британський гравець у бридж, автор книжок про цю гру, гросмейстер Світової федерації бриджу.
Донька Ніко, Ніколя Сміт, також професійно грає в бридж.

## Результати змагань

### Олімпіади
Досягнення на олімпіадах:
| Олімпіади з бриджу. Командні змагання | Олімпіади з бриджу. Командні змагання | Олімпіади з бриджу. Командні змагання | Олімпіади з бриджу. Командні змагання | Олімпіади з бриджу. Командні змагання | Олімпіади з бриджу. Командні змагання |
| Рік                                   | Місце                                 | Змагання                              | Категорія                             | Команда                               | Місце                                 |
| ------------------------------------- | ------------------------------------- | ------------------------------------- | ------------------------------------- | ------------------------------------- | ------------------------------------- |
| 1960                                  | Турін                                 | 1. Командна олімпіада                 | Опен                                  | Велика Британія                       | 2                                     |

### Першості світу
В першостях світу здобув наступні місця:
| Чемпіонати світу. Командні змагання | Чемпіонати світу. Командні змагання | Чемпіонати світу. Командні змагання                  | Чемпіонати світу. Командні змагання | Чемпіонати світу. Командні змагання | Чемпіонати світу. Командні змагання |
| Рік                                 | Місце                               | Змагання                                             | Категорія                           | Команда                             | Позиція                             |
| ----------------------------------- | ----------------------------------- | ---------------------------------------------------- | ----------------------------------- | ----------------------------------- | ----------------------------------- |
| 1962                                | Канни                               | 1. Відкритий чемпіонат світу між змішаними командами | Міксти                              | Велика Британія                     | 1                                   |
| 1962                                | Нью-Йорк                            | 11. Чемпіонат світу команд                           | Опен                                | Велика Британія                     | 3                                   |
| 1950                                | Саутгемптон                         | 1. Чемпіонат світу команд                            | Опен                                | Велика Британія                     | 2                                   |

### Європейські змагання
В європейських змаганнях здобув наступні місця:
| Європейські змагання. Комндні змагання | Європейські змагання. Комндні змагання | Європейські змагання. Комндні змагання | Європейські змагання. Комндні змагання | Європейські змагання. Комндні змагання | Європейські змагання. Комндні змагання |
| Рік                                    | Місце                                  | Змагання                               | Категорія                              | Команда                                | Позиція                                |
| -------------------------------------- | -------------------------------------- | -------------------------------------- | -------------------------------------- | -------------------------------------- | -------------------------------------- |
| 1961                                   | Торкі                                  | 21. Чемпіонат Європи між командами     | Опен                                   | Велика Британія                        | 1                                      |
| 1953                                   | Гельсінкі                              | 14. Чемпіонат Європи між командами     | Опен                                   | Велика Британія                        | 2                                      |
| 1950                                   | Брайтон                                | 11. Чемпіонат Європи між командами     | Опен                                   | Велика Британія                        | 1                                      |

## Класифікація
- WBF|18081|Nico Gardener
- EBL|18081|Nico Gardener